# Joan Claperós
Joan Claperós fou un escultor català del segle xv.
Amb el seu pare Antoni Claperós col·laborà a la catedral de Barcelona, de la qual va ser nomenat mestre escultor, a les obres portades a terme al claustre, al brollador. Se sap que és d'ell la clau de volta central de l'antiga sala capitular, realitzada l'any 1454 i representant la Pentecosta.
També amb el seu pare treballà en les imatges de la porta dels Apòstols per a la catedral de Girona, obra destruïda durant la guerra civil espanyola l'any 1936.
Joan Claperós entrà al servei de Pere de Portugal i treballà a les obres del Palau Reial Major de Barcelona, realitzant seixanta rajoles de terra cuita per a la capella reial, representant àngels i les armes d'Aragó i Sicília.
La seva mort es produí a Barcelona l'any 1468.